# 2014–2015-ös UEFA-bajnokok ligája (egyenes kieséses szakasz)
A 2014–2015-ös UEFA-bajnokok ligája egyenes kieséses szakasza 2015. február 17-én kezdődött, és június 6-án ért véget a berlini Olimpiai Stadionban rendezett döntővel. Az egyenes kieséses szakaszban az a tizenhat csapat vett részt, amelyek a csoportkör során a saját csoportjuk első két helyének valamelyikén végeztek.

## Lebonyolítás
A döntő kivételével mindegyik mérkőzés oda-visszavágós rendszerben zajlott. A két találkozó végén az összesítésben jobbnak bizonyuló csapatok jutottak tovább a következő körbe. Ha az összesítésnél az eredmény döntetlen volt, akkor az idegenben több gólt szerző csapat jutott tovább. Amennyiben az idegenben lőtt gólok száma is azonos volt, akkor 30 perces hosszabbítást rendeztek a visszavágó rendes játékidejének lejárta után. Ha a 2x15 perces hosszabbításban gólt/gólokat szerzett mindkét együttes, és az összesített állás egyenlő volt, akkor a vendég csapat jutott tovább idegenben szerzett góllal/gólokkal. Gólnélküli hosszabbítás esetén büntetőpárbajra került sor. A döntőt egy mérkőzés keretében rendezték meg.
A nyolcaddöntők sorsolásakor figyelembe vették, hogy minden párosításnál egy csoportgyőztes és egy másik csoport csoportmásodika mérkőzzön egymással. Az egyetlen korlátozás a sorsoláskor, hogy a nyolcaddöntőkben azonos nemzetű együttesek, illetve az azonos csoportból továbbjutó csapatok nem szerepelhettek egymás ellen. A negyeddöntőktől kezdődően ez a korlátozás nem volt érvényben. A döntőt egy mérkőzés keretében rendezték meg.

## Továbbjutott csapatok
| Színmagyarázat     |
| ------------------ |
| Kiemelt csapat     |
| Nem kiemelt csapat |

| Csoport   | Csoportelső        | Csoportmásodik      |
| --------- | ------------------ | ------------------- |
| A csoport | Atlético de Madrid | Juventus            |
| B csoport | Real Madrid        | FC Basel            |
| C csoport | AS Monaco          | Bayer Leverkusen    |
| D csoport | Borussia Dortmund  | Arsenal             |
| E csoport | Bayern München     | Manchester City     |
| F csoport | FC Barcelona       | Paris Saint-Germain |
| G csoport | Chelsea            | Schalke 04          |
| H csoport | Porto              | Sahtar Doneck       |

## Nyolcaddöntők
A nyolcaddöntők sorsolását 2014. december 15-én tartották. Az első mérkőzéseket 2015. február 17. és 25. között, a visszavágókat március 10. és 18. között játszották.
| 1. csapat           | Össz.Tooltip Aggregate score | 2. csapat          | 1. mérk. | 2. mérk.   |
| ------------------- | ---------------------------- | ------------------ | -------- | ---------- |
| Paris Saint-Germain | 3–3 (i.g.)                   | Chelsea            | 1–1      | 2–2 (h.u.) |
| Manchester City     | 1–3                          | FC Barcelona       | 1–2      | 0–1        |
| Bayer Leverkusen    | 1–1 (t. 2–3)                 | Atlético de Madrid | 1–0      | 0–1 (h.u.) |
| Juventus            | 5–1                          | Borussia Dortmund  | 2–1      | 3–0        |
| Schalke 04          | 4–5                          | Real Madrid        | 0–2      | 4–3        |
| Sahtar Doneck       | 0–7                          | Bayern München     | 0–0      | 0–7        |
| Arsenal             | 3–3 (i.g.)                   | AS Monaco          | 1–3      | 2–0        |
| FC Basel            | 1–5                          | FC Porto           | 1–1      | 0–4        |

### 1. mérkőzések
| 2015. február 17. 20:45 |

| Paris Saint-Germain | 1–1               | Chelsea      |
| ------------------- | ----------------- | ------------ |
| Cavani 54'          | (0–1) Jegyzőkönyv | Ivanović 36' |

| Parc des Princes, Párizs Nézőszám: 46 146 Játékvezető: Cüneyt Çakır (török) |

| 2015. február 17. 20:45 |

| Sahtar Doneck | 0–0         | Bayern München |
| ------------- | ----------- | -------------- |
|               | Jegyzőkönyv |                |

| Olympic Stadium, Kijev Nézőszám: 34 187 Játékvezető: Alberto Undiano Mallenco (spanyol) |

| 2015. február 18. 20:45 |

| Schalke 04 | 0–2               | Real Madrid             |
| ---------- | ----------------- | ----------------------- |
|            | (0–1) Jegyzőkönyv | Ronaldo 26' Marcelo 79' |

| Veltins-Arena, Gelsenkirchen Nézőszám: 54 442 Játékvezető: Martin Atkinson (angol) |

| 2015. február 18. 20:45 |

| FC Basel     | 1–1               | FC Porto              |
| ------------ | ----------------- | --------------------- |
| González 11' | (1–0) Jegyzőkönyv | Danilo 79' (11-esből) |

| St. Jakob-Park, Bázel Nézőszám: 34 464 Játékvezető: Mark Clattenburg (angol) |

| 2015. február 24. 20:45 |

| Manchester City | 1–2               | FC Barcelona   |
| --------------- | ----------------- | -------------- |
| Agüero 69'      | (0–2) Jegyzőkönyv | Suárez 16' 30' |

| City of Manchester Stadion, Manchester Nézőszám: 45 081 Játékvezető: Felix Brych (német) |

| 2015. február 24. 20:45 |

| Juventus             | 2–1               | Borussia Dortmund |
| -------------------- | ----------------- | ----------------- |
| Tevez 13' Morata 43' | (2–1) Jegyzőkönyv | Reus 18'          |

| Juventus Stadion, Torino Nézőszám: 41 182 Játékvezető: Antonio Mateu Lahoz (spanyol) |

| 2015. február 25. 20:45 |

| Bayer Leverkusen | 1–0               | Atlético de Madrid |
| ---------------- | ----------------- | ------------------ |
| Çalhanoğlu 57'   | (0–0) Jegyzőkönyv |                    |

| BayArena, Leverkusen Nézőszám: 29 079 Játékvezető: Pavel Královec (cseh) |

| 2015. február 25. 20:45 |

| Arsenal                  | 1–3               | AS Monaco                                          |
| ------------------------ | ----------------- | -------------------------------------------------- |
| Oxlade-Chamberlain 90+1' | (0–1) Jegyzőkönyv | Kondogbia 38' Berbatov 53' Ferreira Carrasco 90+4' |

| Emirates Stadion, London Nézőszám: 59 868 Játékvezető: Deniz Aytekin (német) |

### 2. mérkőzések
| 2015. március 10. 20:45 |

| Real Madrid                 | 3–4               | Schalke 04                           |
| --------------------------- | ----------------- | ------------------------------------ |
| Ronaldo 25' 45' Benzema 53' | (2–2) Jegyzőkönyv | Fuchs 20' Huntelaar 40' 84' Sané 57' |

| Santiago Bernabéu, Madrid Nézőszám: 69 986 Játékvezető: Damir Skomina (szlovén) |

| 2015. március 10. 20:45 |

| FC Porto                                           | 4–0               | FC Basel |
| -------------------------------------------------- | ----------------- | -------- |
| Brahimi 14' Herrera 47' Casemiro 56' Aboubakar 76' | (1–0) Jegyzőkönyv |          |

| Estádio do Dragão, Porto Nézőszám: 43 108 Játékvezető: Jonas Eriksson (svéd) |

| 2015. március 11. 20:45 |

| Chelsea                          | 2–2 (h. u.)                 | Paris Saint-Germain              |
| -------------------------------- | --------------------------- | -------------------------------- |
| Cahill 81' Hazard 96' (11-esből) | (0–0, 1–1, 2–1) Jegyzőkönyv | David Luiz 86' Thiago Silva 114' |

| Stamford Bridge, London Nézőszám: 37 692 Játékvezető: Björn Kuipers (holland) |

| 2015. március 17. 20:45 |

| Atlético de Madrid                  | 1–0 (h. u.)                 | Bayer Leverkusen                         |
| ----------------------------------- | --------------------------- | ---------------------------------------- |
| Suárez 27'                          | (1–0, 1–0, 1–0) Jegyzőkönyv |                                          |
| Büntetőpárbaj                       |                             |                                          |
| Garcia Griezmann Suárez Koke Torres | 3–2                         | Çalhanoğlu Rolfes Toprak Castro Kießling |

| Vicente Calderón Stadion, Madrid Nézőszám: 48 273 Játékvezető: Nicola Rizzoli (olasz) |

| 2015. március 17. 20:45 |

| AS Monaco | 0–2               | Arsenal               |
| --------- | ----------------- | --------------------- |
|           | (0–1) Jegyzőkönyv | Giroud 36' Ramsey 79' |

| II. Lajos Stadion, Monaco Nézőszám: 17 263 Játékvezető: Svein Oddvar Moen (norvég) |

| 2015. március 18. 20:45 |

| FC Barcelona | 1–0               | Manchester City |
| ------------ | ----------------- | --------------- |
| Rakitić 31'  | (1–0) Jegyzőkönyv |                 |

| Camp Nou, Barcelona Nézőszám: 92 551 Játékvezető: Gianluca Rocchi (olasz) |

| 2015. március 18. 20:45 |

| Borussia Dortmund | 0–3               | Juventus                |
| ----------------- | ----------------- | ----------------------- |
|                   | (0–1) Jegyzőkönyv | Tevez 3' 79' Morata 70' |

| Westfalenstadion, Dortmund Nézőszám: 65 851 Játékvezető: Milorad Mažić (szerb) |

## Negyeddöntők
A negyeddöntők sorsolását 2015. március 20-án tartották. Az első mérkőzéseket 2015. április 14-én és 15-én, a visszavágókat április 21-én és 22-én játszották.
| 1. csapat           | Össz.Tooltip Aggregate score | 2. csapat      | 1. mérk. | 2. mérk. |
| ------------------- | ---------------------------- | -------------- | -------- | -------- |
| Paris Saint-Germain | 1–5                          | FC Barcelona   | 1–3      | 0–2      |
| Atlético de Madrid  | 0–1                          | Real Madrid    | 0–0      | 0–1      |
| FC Porto            | 4–7                          | Bayern München | 3–1      | 1–6      |
| Juventus            | 1–0                          | AS Monaco      | 1–0      | 0–0      |

### 1. mérkőzések
| 2015. április 14. 20:45 |

| Atlético de Madrid | 0–0         | Real Madrid |
| ------------------ | ----------- | ----------- |
|                    | Jegyzőkönyv |             |

| Vicente Calderón Stadion, Madrid Nézőszám: 52 553 Játékvezető: Milorad Mažić (szerb) |

| 2015. április 14. 20:45 |

| Juventus             | 1–0               | AS Monaco |
| -------------------- | ----------------- | --------- |
| Vidal 57' (11-esből) | (0–0) Jegyzőkönyv |           |

| Juventus Stadion, Torino Nézőszám: 40 801 Játékvezető: Pavel Královec (cseh) |

| 2015. április 15. 20:45 |

| Paris Saint-Germain | 1–3               | FC Barcelona              |
| ------------------- | ----------------- | ------------------------- |
| Mathieu 82' (öngól) | (0–1) Jegyzőkönyv | Neymar 18' Suárez 67' 79' |

| Parc des Princes, Párizs Nézőszám: 45 893 Játékvezető: Mark Clattenburg (angol) |

| 2015. április 15. 20:45 |

| FC Porto                                | 3–1               | Bayern München |
| --------------------------------------- | ----------------- | -------------- |
| Quaresma 3' (11-esből) 10' Martínez 65' | (2–1) Jegyzőkönyv | Thiago 28'     |

| Estádio do Dragão, Porto Nézőszám: 50 092 Játékvezető: Carlos Velasco Carballo (spanyol) |

### 2. mérkőzések
| 2015. április 21. 20:45 |

| FC Barcelona   | 2–0               | Paris Saint-Germain |
| -------------- | ----------------- | ------------------- |
| Neymar 14' 34' | (2–0) Jegyzőkönyv |                     |

| Camp Nou, Barcelona Nézőszám: 84 477 Játékvezető: Svein Oddvar Moen (norvég) |

| 2015. április 21. 20:45 |

| Bayern München                                                   | 6–1               | FC Porto     |
| ---------------------------------------------------------------- | ----------------- | ------------ |
| Thiago 14' Boateng 22' Lewandowski 27' 40' Müller 36' Alonso 88' | (5–0) Jegyzőkönyv | Martínez 73' |

| Allianz Arena, München Nézőszám: 70 000 Játékvezető: Martin Atkinson (angol) |

| 2015. április 22. 20:45 |

| Real Madrid    | 1–0               | Atlético de Madrid |
| -------------- | ----------------- | ------------------ |
| Chicharito 88' | (0–0) Jegyzőkönyv |                    |

| Santiago Bernabéu, Madrid Nézőszám: 78 300 Játékvezető: Felix Brych (német) |

| 2015. április 22. 20:45 |

| AS Monaco | 0–0         | Juventus |
| --------- | ----------- | -------- |
|           | Jegyzőkönyv |          |

| II. Lajos Stadion, Monaco Nézőszám: 16 889 Játékvezető: William Collum (skót) |

## Elődöntők
Az elődöntők sorsolását 2015. április 24-én tartották. Az első mérkőzéseket 2015. május 5-én és 6-án, a visszavágókat május 12-én és 13-án játszották.
| 1. csapat    | Össz.Tooltip Aggregate score | 2. csapat      | 1. mérk. | 2. mérk. |
| ------------ | ---------------------------- | -------------- | -------- | -------- |
| FC Barcelona | 5–3                          | Bayern München | 3–0      | 2–3      |
| Juventus     | 3–2                          | Real Madrid    | 2–1      | 1–1      |

### 1. mérkőzések
| 2015. május 5. 20:45 |

| Juventus                       | 2–1               | Real Madrid |
| ------------------------------ | ----------------- | ----------- |
| Morata 8' Tevez 58' (11-esből) | (1–1) Jegyzőkönyv | Ronaldo 27' |

| Juventus Stadion, Torino Nézőszám: 41 011 Játékvezető: Martin Atkinson (angol) |

| 2015. május 6. 20:45 |

| FC Barcelona               | 3–0               | Bayern München |
| -------------------------- | ----------------- | -------------- |
| Messi 77' 80' Neymar 90+4' | (0–0) Jegyzőkönyv |                |

| Camp Nou, Barcelona Nézőszám: 95 639 Játékvezető: Nicola Rizzoli (olasz) |

### 2. mérkőzések
| 2015. május 12. 20:45 |

| Bayern München                         | 3–2               | FC Barcelona   |
| -------------------------------------- | ----------------- | -------------- |
| Benatija 7' Lewandowski 59' Müller 74' | (1–2) Jegyzőkönyv | Neymar 15' 29' |

| Allianz Arena, München Nézőszám: 70 000 Játékvezető: Mark Clattenburg (angol) |

| 2015. május 13. 20:45 |

| Real Madrid            | 1–1               | Juventus   |
| ---------------------- | ----------------- | ---------- |
| Ronaldo 23' (11-esből) | (1–0) Jegyzőkönyv | Morata 57' |

| Santiago Bernabéu, Madrid Nézőszám: 78 153 Játékvezető: Jonas Eriksson (svéd) |

## Döntő
| 2015. június 6. 20:45 (CEST) |

| Juventus   | 1–3               | FC Barcelona                       |
| ---------- | ----------------- | ---------------------------------- |
| Morata 55' | (0–1) Jegyzőkönyv | Rakitić 4' Suárez 68' Neymar 90+7' |

| Olimpiai Stadion, Berlin Nézőszám: 70 442 Játékvezető: Cüneyt Çakır (török) |